# Theodorus (Antiochia)
Theodorus († 371 in Antiochia am Orontes) war ein römischer Usurpator gegen Kaiser Valens.
Der Gallier Theodorus war secundicerius notariorum (Vizekanzler) am Hof des Valens in Antiochia. Dort soll er im Jahr 371 versucht haben, mit Hilfe magischer Praktiken auf den Thron zu kommen (ob er sich tatsächlich zum Kaiser ausrief, ist unsicher). In einem Aufsehen erregenden, von Ammianus Marcellinus ausführlich geschilderten  Majestätsprozess wurde Theodorus abgeurteilt und als Usurpator hingerichtet. Daraufhin setzte im griechischen Osten des Reichs eine regelrechte Heidenverfolgung ein, der in den folgenden Jahren viele heidnische Intellektuelle zum Opfer fielen.